# Aeropuerto de Sundsvall-Timrå
El Aeropuerto de Sundsvall-Timrå (IATA: SDL, OACI: ESNN), anteriormente conocido como Aeropuerto de Sundsvall-Härnösand (en sueco: Sundsvall Härnösand flygplats) está situado a 21 km al norte de la ciudad de Sundsvall, 8 km al este de Timrå y 32 km al sur de Härnösand, Suecia.
También es conocido por el nombre Midlanda debido a su céntrica situación geográfica dentro del país.

## Aerolíneas y destinos

### Destinos nacionales
| Ciudades  | Aeropuerto                      | Aerolíneas | Aeronaves | Frecuencias semanales |
| Suecia    | Suecia                          | Suecia     | Suecia    | Suecia                |
| --------- | ------------------------------- | ---------- | --------- | --------------------- |
| Estocolmo | Aeropuerto de Estocolmo-Arlanda | SAS        | A3xx      |                       |

### Destinos internacionales
| Ciudades por países | Nombre del aeropuerto                      | Aerolíneas                           | Aeronaves | Frecuencias semanales |
| Europa              | Europa                                     | Europa                               | Europa    | Europa                |
| ------------------- | ------------------------------------------ | ------------------------------------ | --------- | --------------------- |
| Grecia              |                                            |                                      |           |                       |
| La Canea            | Aeropuerto Internacional de La Canea       | Aegean Airlines (Chárter Estacional) | A32x      |                       |
| Rodas               | Aeropuerto Internacional de Rodas-Diágoras | Aegean Airlines (Chárter Estacional) | A32x      |                       |

## Estadísticas
Ver fuente y consulta Wikidata.
- Datos: Q2673180
- Multimedia: Sundsvall Timrå Airport / Q2673180